# Patrick Kane
Patrick Timothy Kane Jr. (* 19. listopadu 1988, Buffalo, New York, USA) je americký hokejový útočník hrající v týmu Detroit Red Wings v severoamerické lize (NHL). V letech 2010, 2013 a 2015 vyhrál s Chicagem Stanley Cup. V sezoně 2015-16 byl nejproduktivnějším hráčem NHL. U příležitosti 100. výročí NHL byl v lednu 2017 vybrán jako jeden ze sta nejlepších hráčů historie ligy.

## Hráčská kariéra

### Nižší a juniorské soutěže
Kane chodil na školu St. Martins of Tours School, kde hrál za Cazenovia Chiefs v jeho rodném Buffalu v americkém státě New York. Hrál také za West Seneca Wings, Buffalo Regals a Depew Saints.
Ve věku 14 let začínal hrát juniorský hokej za USA Bobcats, kde vstřelil nejvíce gólů a byl vyhlášen nejužitečnějším hráčem. Poté se Kane přestěhoval do Michiganu, kde bydlel u bývalého hráče NHL Pata Verbeeka, který ho přesvědčil, aby hrál v týmu Honeybaked AAA Hockey club v Detroitu. Tým hrál v lize Midwest Elite Hockey League a Kane zde hrál 3 roky.
V roce 2004 byl vybrán v 5. kole draftu OHL Londonem Knights. Ale v OHL nechtěl hrát až do sezóny 2006-07. Místo toho hrál v americkém rozvojovém programu osmnáctiletých, kde vedl bodování se 102 body. Během sezóny 2005-06 hrál v útoku se Sergejem Kosticynem a Samem Gagnerem.
Kane, který poté nastupoval v OHL za London Knights, se s tímto týmem dostal do finále OHL, kde prohráli s Plymouthem Whalers. Kane si připsal 10 gólů a 21 asistencí (31 bodů) v 16 zápasech. Za tuto sezónu získal Emms Family Award pro nováčka roku v OHL. Také byl s vítězem Johnem Tavaresem finalistou v nominaci na nejužitečnějšího hráče OHL.

### Chicago Blackhawks (2007—2023)
Před vstupním draftem NHL 2007 byl Kane podle centrálního úřadu skautingu NHL zařazen jako 2. největší naděje mezi severoamerickými hokejisty. Chicago Blackhawks si ho vybrali už na prvním místě ve zmíněném draftu.
25. července 2007 oznámil generální manažer Blackhawks - Dale Tallon, že s Patrickem Kanem podepsali nováčkovský kontrakt na 3 roky. Kane v NHL debutoval 4. října 2007 proti Minnesotě Wild. Svůj první gól (v nájezdech) a asistenci si připsal o dva dny později proti brankáři týmu Detroit Red Wings - Dominiku Haškovi a první gól v normální hrací době vstřelil José Théodorovi z Colorada Avalanche 19. října 2007. S bleskovým vzestupem v jeho nováčkovské sezóně si vysloužil ocenění nováčka měsíce NHL za měsíc říjen, když si v prvních 12 zápasech připsal 16 kanadských bodů za 5 gólů a 11 asistencí. 15. prosince 2007 hráli Blackhawks zápas v Kaneově rodném městě - Buffalu proti místním Sabres. Bylo to poprvé co hrál Kane v Buffalu jako profesionální hokejista. Diváci Kana přivítali velkými ovacemi a před zápasem se k této příležitosti konala ceremonie. Blackhawks tento zápas prohráli 1:3 a Kane dal jedinou branku poražených.
Kane svou první sezónu v NHL vyhrál bodování nováčků soutěže a obdržel za to Calder Memorial Trophy pro nejlepšího nováčka NHL. Porazil tak další dva nominované, spoluhráče - útočníka Jonathana Toewse a útočníka Washingtonu Capitals Nicklase Bäckströma.
V následující sezóně 2008/2009 pomohli Kane a Toews dovést omlazený tým Blackhawks do playoff. V základní části si připsal 70 kanadských bodů a v playoff vstřelil 11. května 2009 při vítězství 7:5 nad Vancouverem Canucks svůj první hattrick v NHL. Tímto vítězným zápasem Blackhawks postoupili do finále západní konference, což se jim podařilo poprvé od roku 1995. Ve finále západní konference prohráli s Detroitem Red Wings. V playoff si v 16 zápasech připsal 14 kanadských bodů.
V květnu 2009 napsal americký tisk, že bude Kane tváří nového dílu série počítačových her NHL od EA Sports s názvem NHL 10.
V poslední sezóně své nováčkovské smlouvy podepsal 3. prosince 2009 další pětiletý kontrakt na celkově 31 500 000 dolarů (asi 630 000 000 Kč). Vedení oznámilo prodloužení smlouvy společně s prodloužením smluv Jonathana Toewse a Duncana Keitha.
V sezoně 2009/10 byl nejproduktivnějším hráčem Blackhawks 88 body (30+58) v 82 zápasech a zároveň byl nejlepším střelcem klubu. V produktivitě v NHL obsadil 9. místo. Byl zařazen do 1. All-Star týmu NHL. V playoff přidal 28 bodů (10+18) v 22 zápasech. 9. června 2010 dal Kane rozhodující gól v prodloužení šestého finále playoff proti Philadelphii Flyers, kterým rozhodl o vítězství Chicaga Blackhawks ve Stanley Cupu, čímž ukončil 49 let trvající půst tohoto týmu bez Stanley Cupu.
V sezoně 2011/12 jako jediný hráč Blackhawks (a jako jeden z 15 v NHL) měl průměr bod na zápas, když nasbíral 73 bodů (27+46) ve stejném počtu utkání. V lednu si zahrál na NHL All-Star Game.
V sezóně 2012/13 se stal nejproduktivnějším hráčem týmu s 55 body (23+32) v 47 zápasech a společně s Jonathanem Toewsem byl nejlepším střelcem. Tým v této sezóně získal Presidents' Trophy pro nejlepší tým základní části a nakonec zvítězili i v play-off a získali tak druhý Stanley Cup v posledních pěti letech. Kane k tomu přispěl svojí produktivitou (nejproduktivnější hráč Blackhawks s 19 body (9+10) v 23 zápasech a byl vyhlášen nejužitečnějším hráčem play-off (Conn Smythe Trophy).
Výborně mu vyšla především první polovina sezony 2013/14, kdy byl vyhlášen za listopad i prosinec 1. hvězdou měsíce v NHL. Na konci roku 2013 se s 53 body v 43 zápasech držel na 2. místě produktivity NHL za Crosbym. 19. března 2014 se zranil po srážce s Brendenem Morrowem a vynechal zbytek základní části. Sezonu tak skončil s bilancí 69 bodů (29+40) v 69 zápasech. Zápas proti Winnipegu 26. ledna 2014 byl jeho 500. v NHL. Do play-off se však opět vrátil do sestavy a při cestě Blackhawks do finále konference nasbíral 20 bodů (8+12) v 19 zápasech. Byl tak nejproduktivnějším hráčem Blackhawks a 5. nejproduktivnějším hráčem playoff NHL. Dne 9. července 2014 podepsal společně s Toewsem novou 8letou smlouvu, tedy o maximální délce podle nových pravidel NHL, s ročním cap hitem 10,5 milionu dolarů za sezonu.
V sezoně 2014-15 sbíral v průměru více než bod na zápas a s 64 body (27+37) v 61 zápasech skončil v klubu na 2. místě. Kvůli zranění musel vynechat posledních 22 zápasů základní části. V zápase proti Ottawě 26. října 2014 dovršil 500 bodů v NHL a 20. ledna 2015 proti Arizoně vstřelil svůj 200. gól v NHL. V lednu si zahrál ve své 4. NHL All-Star Game. Pro playoff se ovšem dal do pořádku a 23 body (11+12) v 23 zápasech výrazně přispěl ke zisku 3. Stanley Cupu v 6 letech. Dělil se o místo nejproduktivnějšího hráče playoff a byl nejlepším střelcem Blackhawks v playoff. V 6. zápase finále, který byl rozhodující a Blackhawks ho vyhráli 2:0, nasbíral 2 body (1+1).
Sezona 2015-16 je zatím jeho nejlepší sezona v kariéře. Vylepšil si všechna svá ofenzivní maxima, a se 106 body (46+60) se stal nejproduktivnějším hráčem NHL. Po sezoně tak dostal cenu Arta Rosse pro nejproduktivnějšího hráče NHL, povedlo se mu to jako prvnímu Američanovi v historii. Byl 2. nejlepším střelcem NHL a 3. byl v počtu asistencí. Stal se prvním hráčem Blackhawks od sezony 1993-94, který překonal 100bodovou hranici (Roenick, 107 bodů). Za listopad byl vyhlášen 1. hvězdou měsíce NHL, když dokázal bodovat ve všech 13 listopadových utkáních (8+15) a také dokázal skórovat v 7 utkáních v řadě. Zaznamenal 26 zápasů v řadě s bodem (od 17. října do 13. prosince) a vytvořil tak nový klubový rekord v počtu utkání v řadě s bodem a rovněž rekord v této kategorii pro hráče narozené v USA (překonal Olczyka a Kessela s 18 zápasy s bodem v řadě). V Los Angeles odehrál 28. listopadu 2015 600. zápas v NHL a krátce na to zaznamenal i 600 bodů v NHL - 8. prosince proti Nashvillu. Byl zvolen kapitánem výběru Centrální divize pro NHL All-Star Game, které se zúčastnil po 5. v kariéře. Na galavečeru NHL po sezoně pak ještě obdržel Hart Memorial Trophy a Ted Lindsay Award (volena hráči) pro nejužitečnějšího hráče ligy a byl zařazen do 1. All-Star týmu NHL. V playoff si připsal v 7 utkáních 7 bodů (1+6) a společně s Panarinem byl nejproduktivnějším hráčem Blackhawks, ale Blackhawks se přes první kolo proti St. Louis nedostali.
I v sezoně 2016-17 vedl Blackhawks v ofenzivních statistikách, když v 82 utkáních nasbíral 89 bodů (34+55) a dělil se o 2. místo v produktivitě NHL společně s Crosbym. Jako 6. hráč klubové historie Blackhawks nasbíral 29. prosince 2016 v Nashvillu 700 bodů v NHL a krátce na to 6. ledna 2017 proti Carolině odehrál svůj 700. zápas v NHL. V lednu si pošesté zahrál NHL All-Star Game. Za své výkony byl podruhé v řadě vybrán do 1. All-Star týmu NHL. V 1. kole playoff si připsal 2 body (1+1) ve 4 utkáních.
V sezoně 2017-18 měl poprvé od sezony 2011-12 průměr méně než bod na zápas, když nasbíral 76 bodů (27+49) v 82 utkáních. Pokles formy postihl celý tým Blackhawks, takže po 10 letech nepostoupili do playoff. Jako 5. hráč historie Blackhawks zaznamenal 300 gólů v NHL (23. prosince 2017 v New Jersey) a 800 bodů v NHL (20. 1. 2018 proti NY Islanders) a dále si připsal 500. asistenci v NHL 17. února 2018 proti Washingtonu a 19. února pak proti Los Angeles nastoupil ke svému 800. zápasu v NHL. Počtvrté v řadě a celkem posedmé se zúčastnil NHL All-Star Game.

### New York Rangers (2023)
28. února 2023 byl Kane vyměněn do týmu New York Rangers za podmíněnou volbu ve druhém kole draftu 2023 a volbu ve čtvrtém kole. Aby Rangers výměnu usnadnili, poslali Arizoně Coyotes výběr v pátém kole draftu 2025.

### Detroit Red Wings (2023—současnost)
29. listopadu 2023 Kane odešel do týmu Detroit Red Wings, kde podepsal jednoroční smlouvu.

### Reprezentace
Kane reprezentuje na mezinárodních akcích Spojené státy americké. Poprvé hrál za americkou reprezentaci v roce 2006 na mistrovství světa v ledním hokeji do 18 let na němž byl nejlepší v kanadském bodování s 12 body (5 branek + 7 asistencí). Připisoval si průměrně 2 body na zápas a i díky tomu získal tým USA zlaté medaile a Kane byl zvolen do all-star týmu.
V dalším roce hrál v americkém týmu do 20 let na juniorském šampionátu 2007. Byl jedním z pouhých tří hráčů v sestavě, kteří nastupovali v hlavních juniorských ligách. Připsal si 5 gólů a 4 asistence v 7 zápasech a na turnaji tak skončil na druhém místě v bodování s 9 body a opět byl jmenován do All-star týmu turnaje. Na turnaji s reprezentací získal bronzovou medaili.
V seniorské reprezentaci USA nastoupil na mistrovství světa 2008, kde skončili pátí a Kane si připsal 10 bodů za 3 branky a 7 asistencí.
Kane byl nominován do americké reprezentace pro olympijské hry 2010 ve Vancouveru, kde s týmem získali stříbrné medaile. Během turnaje vstřelil 3 branky a přidal 2 asistence, čímž si připsal 5 bodů v 6 zápasech.
USA reprezentoval i na ZOH 2014 v Soči, kde s týmem skončil na 4. místě.
V roce 2016 reprezentoval USA na Světovém poháru, ale nepostoupil s týmem ze skupiny.
V roce 2018 se po 10 letech objevil znovu na MS a jako kapitán dovedl USA k bronzovým medailím. Kaneovi se turnaj velmi vydařil, když nasbíral 20 bodů (8+12) v 10 utkáních a byl nejproduktivnějším hráčem turnaje. Byl vyhlášen nejužitečnějším hráčem mistrovství a rovněž zařazen do All-Star týmu.

## Osobní život
Patrick Kane je synem Patricka a Donny Kaneových. Má tři sestry, které se jmenují Erica, Jessica a Jacqueline. Mimo sezónu žije v Hamburku ve státě New York, kde v březnu 2012 koupil dům. Jako nováčkovi v NHL se mu líbila vycházející popová hvězda Taylor Swift. Jeho současnou přítelkyní je Amanda Grahovec, která mu v listopadu 2020 porodila syna, který dostal jméno po otci.

## Individuální úspěchy
- 2006 - All-Star Team, Mistrovství světa do 18 let
- 2007 - Emms Family Award (London Knights)
- 2007 - OHL All-Rookie Team (London Knights)
- 2007 - CHL Rookie of the Year (London Knights)
- 2008 - Calder Memorial Trophy (Chicago Blackhawks)
- 2008 - NHL All-Rookie Team (Chicago Blackhawks)
- 2009 - NHL All-Star Game (Chicago Blackhawks)
- 2010, 2016, 2017 - 1. NHL All-Star Team (Chicago Blackhawks)
- 2011, 2012, 2015, 2016, 2017, 2018 - Hrál v NHL All-Star Game
- 2013 - Conn Smythe Trophy
- 2016 - Art Ross Trophy
- 2016 - Ted Lindsay Award
- 2016 - Hart Memorial Trophy

## Týmové úspěchy
- 2006 - Zlato na MS do 18 let (USA)
- 2007 - Bronz na MS juniorů (USA)
- 2010 - Stříbro na ZOH (USA)
- 2010 - Clarence S. Campbell Bowl (Chicago Blackhawks)
- 2010 - Stanley Cup (Chicago Blackhawks)
- 2013 - Presidents' Trophy (Chicago Blackhawks)
- 2013 - Clarence S. Campbell Bowl (Chicago Blackhawks)
- 2013 - Stanley Cup (Chicago Blackhawks)
- 2015 - Clarence S. Campbell Bowl (Chicago Blackhawks)
- 2015 - Stanley Cup (Chicago Blackhawks)

## Prvenství
- Debut v NHL – 4. října 2007 (Minnesota Wild proti Chicago Blackhawks)
- První asistence v NHL – 6. října 2007 (Chicago Blackhawks proti Detroit Red Wings)
- První gól v NHL – 19. října 2007 (Chicago Blackhawks proti Colorado Avalanche, kanadskému brankáři José Théodore)
- První hattrick v NHL – 11. května 2009 (Chicago Blackhawks proti Vancouver Canucks)

## Klubové statistiky
| Sezóna      | Klub                           | Soutěž      |      | Základní část | Základní část | Základní část | Základní část | Základní část |    | Play off | Play off | Play off | Play off | Play off |
| Sezóna      | Klub                           | Soutěž      | Z    | G             | A             | B             | TM            | Z             | G  | A        | B        | TM       |          |          |
| 2004–05     | U.S. National Development Team | NAHL        | 63   | 38            | 32            | 70            | 16            | —             | —  | —        | —        | —        |          |          |
| 2005–06     | U.S. National Development Team | NAHL        | 58   | 52            | 50            | 102           | 22            | —             | —  | —        | —        | —        |          |          |
| 2006-07     | London Knights                 | OHL         | 58   | 62            | 83            | 145           | 52            | 16            | 10 | 21       | 31       | 2        |          |          |
| 2007–08     | Chicago Blackhawks             | NHL         | 82   | 21            | 51            | 72            | 52            | —             | —  | —        | —        | —        |          |          |
| 2008–09     | Chicago Blackhawks             | NHL         | 80   | 25            | 45            | 70            | 42            | 16            | 9  | 5        | 14       | 12       |          |          |
| 2009–10     | Chicago Blackhawks             | NHL         | 82   | 30            | 58            | 88            | 20            | 22            | 10 | 18       | 28       | 2        |          |          |
| 2010–11     | Chicago Blackhawks             | NHL         | 73   | 27            | 46            | 73            | 28            | 7             | 1  | 5        | 6        | 2        |          |          |
| 2011–12     | Chicago Blackhawks             | NHL         | 82   | 23            | 43            | 66            | 40            | 6             | 0  | 4        | 4        | 10       |          |          |
| 2012–13     | EHC Biel                       | NLA         | 20   | 13            | 10            | 23            | 6             | —             | —  | —        | —        | —        |          |          |
| 2012–13     | Chicago Blackhawks             | NHL         | 47   | 23            | 32            | 55            | 8             | 23            | 9  | 10       | 19       | 8        |          |          |
| 2013–14     | Chicago Blackhawks             | NHL         | 69   | 29            | 40            | 69            | 22            | 19            | 8  | 12       | 20       | 8        |          |          |
| 2014–15     | Chicago Blackhawks             | NHL         | 61   | 27            | 37            | 64            | 10            | 23            | 11 | 12       | 23       | 0        |          |          |
| 2015–16     | Chicago Blackhawks             | NHL         | 82   | 46            | 60            | 106           | 30            | 7             | 1  | 6        | 7        | 14       |          |          |
| 2016–17     | Chicago Blackhawks             | NHL         | 82   | 34            | 55            | 89            | 32            | 4             | 1  | 1        | 2        | 2        |          |          |
| 2017–18     | Chicago Blackhawks             | NHL         | 82   | 27            | 49            | 76            | 32            | —             | —  | —        | —        | —        |          |          |
| 2018–19     | Chicago Blackhawks             | NHL         | 81   | 44            | 66            | 110           | 22            | —             | —  | —        | —        | —        |          |          |
| 2019–20     | Chicago Blackhawks             | NHL         | 70   | 33            | 51            | 84            | 40            | 9             | 2  | 7        | 9        | 2        |          |          |
| 2020–21     | Chicago Blackhawks             | NHL         | 56   | 15            | 51            | 66            | 14            | —             | —  | —        | —        | —        |          |          |
| 2021–22     | Chicago Blackhawks             | NHL         | 78   | 26            | 66            | 92            | 18            | —             | —  | —        | —        | —        |          |          |
| 2022–23     | Chicago Blackhawks             | NHL         | 54   | 16            | 29            | 45            | 10            | —             | —  | —        | —        | —        |          |          |
| 2022–23     | New York Rangers               | NHL         | 19   | 5             | 7             | 12            | 6             | 7             | 1  | 5        | 6        | 6        |          |          |
| 2023–24     | Detroit Red Wings              | NHL         | 50   | 20            | 27            | 47            | 16            | —             | —  | —        | —        | —        |          |          |
| 2024–25     | Detroit Red Wings              | NHL         | 72   | 21            | 38            | 59            | 12            | —             | —  | —        | —        | —        |          |          |
| NHL celkově | NHL celkově                    | NHL celkově | 1302 | 492           | 851           | 1343          | 454           | 143           | 53 | 85       | 138      | 70       |          |          |

## Reprezentace
| Rok                    | Tým                    | Soutěž                 | Z  | G  | A  | B  | TM |
| ---------------------- | ---------------------- | ---------------------- | -- | -- | -- | -- | -- |
| 2006                   | USA 18                 | MS-18                  | 6  | 7  | 5  | 12 | 2  |
| 2007                   | USA 20                 | MSJ                    | 7  | 5  | 4  | 9  | 4  |
| 2008                   | USA                    | MS                     | 7  | 3  | 7  | 10 | 0  |
| 2010                   | USA                    | ZOH                    | 6  | 3  | 2  | 5  | 2  |
| 2014                   | USA                    | ZOH                    | 6  | 0  | 4  | 4  | 6  |
| 2016                   | USA                    | SP                     | 3  | 0  | 2  | 2  | 0  |
| 2018                   | USA                    | MS                     | 10 | 8  | 12 | 20 | 0  |
| 2019                   | USA                    | MS                     | 8  | 2  | 10 | 12 | 4  |
| Juniorská reprezentace | Juniorská reprezentace | Juniorská reprezentace | 13 | 12 | 9  | 21 | 6  |
| Seniorská reprezentace | Seniorská reprezentace | Seniorská reprezentace | 40 | 16 | 37 | 53 | 10 |